# كثافة الشحنة

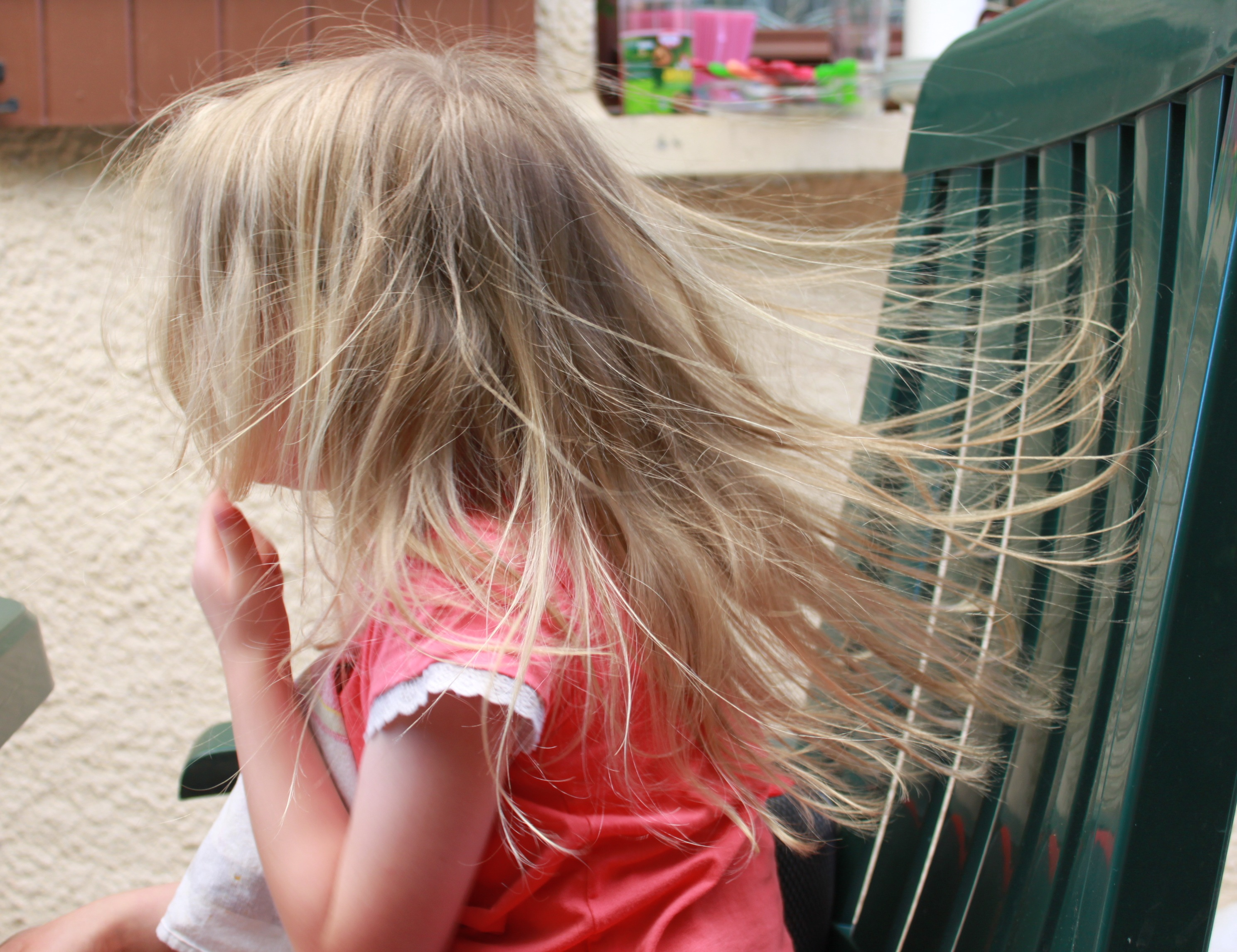
شجنة متراكمة على شعر الفتاة

كثافة الشحنة الخطية، السطحية، أو الحجمية، وهي كمية الشحنة الكهربائية، المارة في خط، أو سطح، أو حجم معين. يتم قياس كثافة الشحنة بوحدة الكولوم لكل متر (C/m)، أو الكولوم لكل متر مربع (C/m²)، أو الكولوم لكل متر مكعب (C/m³).بما أنه هناك شحنات موجبة وشحنات سالبة، لذلك يمكن لكثافة الشحنة أن تأتي سالبة القيمة.

## كثافة الشحنة التقليدية

### كثافة الشحنة المتجانس
بالنسبة للحالة الخاصة للتجانس، كثافة الشحنة التي تكون غير معنمدة على الموقع تساوي :
{\displaystyle \rho _{q,0}} المعادلة يتم تبسيطها إلى:
{\displaystyle Q=V\cdot \rho _{q,0}}
الإثبات أو البرهان لهذا بسيط، نبدأ بتعريف الشحنة لأي حجم معين:
{\displaystyle Q=\int \limits _{V}\rho _{q}(\mathbf {r} )\,\mathrm {d} V}
ثم تعريف التجانس، {\displaystyle \rho _{q}(\mathbf {r} )} ثم نتخلى عن الثابت {\displaystyle \rho _{q,0}} ونفاضل الصيغ الثابتة والغير ثابتة، وباستخدام خصائص التكامل نستطيع أن نبعده خارج التكامل مما ينتج :
{\displaystyle Q=\rho _{q,0}\int \limits _{V}\,\mathrm {d} V=\rho _{q,0}\cdot V}
إذاً,
{\displaystyle Q=V\cdot \rho _{q,0}}
البرهان المكافئ لكثافة الشحنة الخطية أو السطحية تتبع الخطوات السابقة كما بالأعلى.

## كثافة الشحنة الكمية
في ميكانيكا الكم ، كثافة الشحنة ترتبط بدالة الموجة عبر المعادلة {\displaystyle \psi (\mathbf {r} )}
{\displaystyle \rho _{q}(\mathbf {r} )=q\cdot |\psi (\mathbf {r} )|^{2}}
عندها يتم تعامد دالة الموجة كالتالي
{\displaystyle Q=q\cdot \int |\psi (\mathbf {r} )|^{2}\,d\mathbf {r} }

## التطبيقات
كثافة الشحنة تظهر في المعادلة المستمرة، والتي تنتج من معادلات ماكسويل في النظرية الكهرومغناطيسية.